# Corydoras breei
Corydoras breei är en fiskart som beskrevs av Isaac J.H. Isbrücker och Han Nijssen 1992. Corydoras breei ingår i släktet Corydoras och familjen Callichthyidae. Inga underarter finns listade i Catalogue of Life.